# 에마 매키언
에마 제니퍼 매키언 AM(영어: Emma Jennifer McKeon AM, 1994년 5월 24일~)은 오스트레일리아의 수영 선수이다. 2016년 하계 올림픽과 2020년 하계 올림픽에서 메달 11개를 획득했으며 오스트레일리아의 올림픽 참가 선수 중 가장 많은 메달을 획득한 선수이다. 2016년 올림픽 당시 100m 여자 자유형 계영 종목 금메달을 포함한 메달 4개를 획득했으며 2020년 올림픽에서 50m 여자 자유형과 100m 여자 자유형, 100m 여자 자유형 계영, 100m 여자 혼계영 금메달을 획득하면서 금메달 4개, 동메달 3개를 획득했다.
그녀는 2020년 하계 올림픽에서 모든 종목을 통틀어 가장 많은 메달을 획득한 선수이며 단일 올림픽 대회에서 여성 선수가 획득한 최다 메달 획득 공동 기록을 세웠다. 이 밖에 세계 선수권 대회에서 금메달 5개를 포함해 20개의 메달을 획득했으며 코먼웰스 게임에서 금메달 14개를 포함하여 총 20개의 메달을 획득했다. 또한 2021년 FINA 수영 월드컵에서 남녀 선수 포함하여 가장 많은 점수를 획득했으며 금메달 10개와 은메달 4개를 포함해 총 14개의 메달을 획득했다.

## 같이 보기
- 올림픽 수영 여자 메달리스트 목록
- 올림픽 다관왕 목록
- 수영 계영 400m 세계 기록 추이
- 2020년 하계 올림픽에서 세운 세계 및 올림픽 신기록